# Cymophorus spiniventris
Cymophorus spiniventris är en skalbaggsart som beskrevs av Hippolyte Louis Gory och Achille Rémy Percheron 1833. Cymophorus spiniventris ingår i släktet Cymophorus och familjen Cetoniidae.

## Underarter
Arten delas in i följande underarter:
- C. s. quadrimaculat
- C. s. rubronotatus
- C. s. laticollis
- C. s. nigrescens